# Sidi Ould Samba
Sidi Ould Samba (Sélibaby, 1956) es un político mauritano, ministro de Cultura, Juventud y Deportes.
Es diplomado en contabilidad, finanzas y secretariado por el Instituto Nacional de Formación en Contabilidad y Secretariado de Casablanca, realizando la formación complementaria en el Banco Internacional de Mauritania y en la Compañía Atlántica de Seguros de Marruecos.
Ha trabajado para Air Afrique en Costa de Marfil y Abiyán, donde fue jefe de estudios económicos. Ha sido asesor y auditor del Tribunal de Cuentas de Mauritania y, a partir de 2001, comisionado de administración de las Naciones Unidas para el control del Programa Mundial de Alimentos en Chad. Desde el 31 de agosto de 2008 es ministro de Cultura, Juventud y Deportes en el gobierno bajo control militar surgido tras el golpe de Estado de ese mismo año, con Mulay Uld Mohamed Laghdaf como primer ministro.